# Río Gritos
Río Gritos är ett vattendrag i Spanien.   Det ligger i provinsen Provincia de Cuenca och regionen Kastilien-La Mancha, i den centrala delen av landet, 150 km sydost om huvudstaden Madrid.